# 京急グループ本社
京急グループ本社（けいきゅうグループほんしゃ）は、神奈川県横浜市西区高島に所在する京急グループのオフィスビル（本社ビル）。京浜急行電鉄（京急電鉄）を始めとしてグループ11社を2019年（令和元年）9月から10月にかけて移転・集約した。本項では建物内に併設される京急ミュージアムについても記述する（後節参照）。

## 概要
これまで東京・神奈川にグループ会社の本社が分散していた。そのため京急は京急電鉄など11社の本社（社員数約1200人）をみなとみらい地区（56-1街区）に建設するビル（当ビル）に集約することを決め、2019年9月に竣工を迎えた。なお、品川駅西口の東京都港区高輪の旧本社ビルの敷地は再開発用地としての利用を検討している。
2階部分でみなとみらい歩道橋と直結しており、日産自動車グローバル本社内のNISSANウォークやはまみらいウォークを経由し、横浜駅東口方面とも接続している。
また、防災機能として災害時に自社・他社線の運行情報を提供する他、従業員・帰宅困難者向けの災害備蓄品などを常備（災害時の一時滞在も可能とする）している。

## 当ビルに本社を置く企業
- 京浜急行電鉄
- 京浜急行バス
- 京急不動産
- 京急イーエックスイン
- 京急アドエンタープライズ
- 京急ストア
- 京急リブコ
- 京急サービス
- 京急システム
- 京急ビルマネジメント
- 京急ビジネス
- 京急建設

## 京急ミュージアム
京急ミュージアム（KEIKYU MUSEUM）は、当ビル1階に2020年1月21日に開設された京急の歴史博物館（企業ミュージアム）。京急の創立120周年記念事業の一環として整備された。
昭和初期に使われていた保存車両（デハ230形・デハ236号）などを展示するほか、沿線のジオラマ、鉄道シミュレーター（有料）などのコンテンツが配置されている。
営業案内
詳細は「京急ミュージアム 公式ページ」を参照
- 開館時間：10:00〜17:00（最終入場は16:30）
- 休館日：毎週火曜日（火曜日が祝日の場合は翌日）、年末年始および特定日
- 入館料：無料（開設当初は当分の間、インターネット事前申し込みによる抽選での優先入館としているが、現在は、2回目と3回目の入場のみは申し込みなしで入れる。）

## 交通アクセス
- 京急・東日本旅客鉄道（JR東日本）・相鉄・東急・市営地下鉄ブルーライン・みなとみらい線の横浜駅から徒歩約7〜10分。
- みなとみらい線の新高島駅（2 大通り高島口）から徒歩約1分。